# Salvia clevelandii
Sauge de Cleveland
Espèce
Salvia clevelandii, la Sauge de Cleveland, est une espèce de plantes à fleurs de la famille des Lamiacées originaire d'Amérique du Nord (sud de la Californie et nord de la Basse Californie).